# حسان حمار
حسان حمار كان رئيس نادي وفاق سطيف. رغم تواضع إمكانيات النادي، إلا أنهُ حصل على ألقاب محلية وأفريقية، من ضمنها بطولة دوري أبطال أفريقيا، وكأس السوبر الأفريقي، كما قد حصل على المركز الخامس في كأس العالم للأندية 2014.
قرر في مايو 2018 الانسحاب من رئاسة نادي وفاق سطيف.